# Witold Józef Leitgeber
Witold Józef Leitgeber (ur. 21 czerwca 1911 w Poznaniu, zm. 6 stycznia 2007 w Londynie) – polski dziennikarz, żołnierz, redaktor, pisarz.

## Życiorys

### Życie prywatne
Witold Józef Leitgeber urodził się w Poznaniu w 1911 roku. jako syn Romana, głównego akcjonariusza i dyrektora Drukarni Polskiej SA., wydawcy „Kuriera Poznańskiego” i Józefy z Brandlów, siostry znanego malarza Konstantego. Był praprawnukiem Antoniego, budowniczego mostu Chwaliszewskiego, spoczywającego w grobowcu rodzinnym na Cmentarzu Zasłużonych na Wzgórzu św.Wojciecha w Poznaniu. W 1962 roku ożenił się z Iloną Paszkiewiczówną, córką generała brygady Gustawa Paszkiewicza. Miał dwie córki: Roksanę, z pierwszego małżeństwa Ilony, urodzoną w 1954 roku i zaadoptowaną, oraz Bożenę, urodzoną w 1965 roku, mieszkającą w Londynie.

### Wykształcenie i praca zawodowa
Po ukończeniu szkoły powszechnej Witold Leitgeber był najpierw uczniem Kaiser Friedrich Wilhelm Gymnasium, a następnie Gimnazjum św.Marii Magdaleny, które ukończył egzaminem dojrzałości w 1929 roku. W tymże roku rozpoczął studia na Wydziale Prawa Uniwersytetu Poznańskiego, które ukończył w 1934 roku, uzyskując dyplom i tytuł magistra praw.
Bezpośrednio po ukończeniu studiów odbył jako podchorąży obowiązkową służbę wojskową, którą ukończył w stopniu plutonowego podchorążego w 14. Dywizji Piechoty w Poznaniu. W 1937 roku został mianowany podporucznikiem z przydziałem do 57. Pułku Piechoty. Historia sprawiła, że w nieodległym czasie związał się z wojskiem i dużą część swojego bogatego życia poświęcił służbie dla obrony kraju. Tymczasem jednak, po studiach, wyjechał za granicę będąc korespondentem „Kuriera Poznańskiego” w Paryżu oraz podejmując studia dziennikarskie w École Libre des Sciences Politiques. Uzyskał też certyfikat studiów prawniczych dla dziennikarzy w Académie du Droit International w Hadze.

### W czasie II wojny światowej
W chwili wybuchu II wojny światowej, już 3 września 1939 roku, po przystąpieniu Francji do wojny zapisał się jako ochotnik do tworzącej się we Francji Armii Polskiej.
24 września 1939 roku przybył do ośrodka formowania wojskowego w Coetquidan (Polacy wymawiali to „koczkodan”) w Bretanii, którego dowódcą był generał Stanisław Maczek, gdzie został instruktorem w Szkole Podoficerskiej.
W tym czasie był jednym z założycieli i współpracowników tygodnika „Polska Walcząca”, organu Polskich Sił Zbrojnych na Obczyźnie. W czerwcu 1940 roku w obliczu klęski militarnej Francji, Szkoła Podoficerska w Coetquidan została przekształcona w batalion bojowy. Jednostka ta brała udział w akcjach na terenie Bretanii, a następnie dotarła forsownymi marszami na wybrzeże, skąd z Belle Île Witold razem z formacją został przetransportowany do Plymouth w Anglii. Po przybyciu do Wielkiej Brytanii służył początkowo w I Brygadzie Strzelców w Szkocji jako dowódca plutonu. W styczniu 1941 roku został przeniesiony do Sztabu Naczelnego Wodza, generała Władysława Sikorskiego w Londynie i został kierownikiem referatu prasowego, późniejszej Kwatery Prasowej Polskich Sił Zbrojnych.
W czasie pobytu w Londynie, poza zajęciami w Sztabie Generalnym, Witold brał czynny udział w pracach Związku Dziennikarzy RP. Zasiadał wielokrotnie we władzach Związku. Był również założycielem Klubu Polskich Ziem Zachodnich, który powstał w Londynie
w 1942 roku. W styczniu 1945 roku został mianowany kapitanem, a wkrótce przeniesiony na własną prośbę jako oficer prasowy do Armii Kanadyjskiej, w skład której wchodziła polska I Dywizja Pancerna generała Stanisława Maczka. Jako oficer prasowy brał czynny udział akcjach wojsk sojuszniczych na terenie Holandii (Arnhem) i Niemiec w końcowej fazie wojny. Przesyłał również depesze i korespondencję z teatru wojny do prasy polskiej w Londynie.

### Czasy powojenne
Po zakończeniu wojny, we wrześniu 1945 roku po powrocie do Londynu i po rozwiązaniu Polskich Sił Zbrojnych na Zachodzie, pracował w Polskim Korpusie Przysposobienia i Rozmieszczenia w Oddziale Doradczo-Łącznikowym Inspektoratu pod kierownictwem majora Józefa Lipskiego, byłego ambasadora RP w Berlinie. Witold Leitgeber otrzymał następujące odznaczenia wojenne:
- brytyjskie: „France and Germany”, „Defence Medal”, „War medal” w 1946 roku,
- polskie: “Medal Wojska” w 1946 roku i ponownie w następnym.

W maju 1948 roku został zdemobilizowany i rozpoczął pracę redakcyjną w Sekcji Polskiej Radia Brytyjskiego (BBC) w Londynie, a w styczniu 1949 roku podpisał stały kontrakt z tą rozgłośnią, w której pracował jako redaktor i lektor do czasu przejścia na emeryturę w dniu 28 czerwca 1975 roku. W okresie pracy w BBC redagował audycje polityczne z zakresu wojskowości, również podejmował podróże zagraniczne (m.in. do Kanady i Stanów Zjednoczonych), skąd przysyłał korespondencje. W dalszym ciągu umieszczał artykuły w polskiej prasie emigracyjnej, a także brał udział
w pracach „Société Paul Claudel” w Paryżu. Z rodziną tego wielkiego poety francuskiego łączyła go bliska, wieloletnia przyjaźń.
W okresie czynnej pracy zawodowej i po jej zakończeniu, artykuły i rozprawy autorstwa Witolda Leitgebera ukazywały się w „Polsce Walczącej” (m.in. cykl z l.1946/1947 pod pseudonimem Tadeusz Naler o sytuacji w Polsce), „Dzienniku Polskim
i Dzienniku Żołnierza”, „Wiadomościach”, paryskiej „Kulturze”, „Bulletin de la Société Paul Claudel”, „Myśli Polskiej” i innych. Wzmianki o Witoldzie L. zamieszczone zostały m.in. w książkach:
- Stanisława Strumpha-Wojtkiewicza Gwiazda Władysława Sikorskiego, Warszawa 1946,
- Literatura Polska na Obczyźnie 1949-1960, oprac. zbior., t. 11, Londyn 1946,
- Ryszarda Kiersnowskiego, Reportaż spod ciemnej gwiazdy, Londyn 1967.

Swoją spuściznę pochodzącą z długiego i bogatego w wydarzenia życia Witold Leitgeber przekazał Bibliotece Uniwersyteckiej w Toruniu, w której w Archiwum Emigracji zostało założone jego archiwum, zawierające cztery działy z materiałami i dokumentami dotyczącymi spraw osobistych, rodzinnych, pracy dziennikarskiej, wojskowej, korespondencję, pamiętniki. Część materiałów dotyczących Witolda Leitgebera, znajduje się poza Archiwum Emigracji UMK w Toruniu – w Bibliotece Polskiej i Instytucie
i Muzeum gen. Władysława Sikorskiego w Londynie oraz w Bibliotece Polskiej w Paryżu.
Zmarł 6 stycznia 2007 roku w Londynie. Urna z prochami Witolda Leitgebera została złożona w kaplicy Zmartwychwstania w kościele NMP Matki Kościoła na Ealingu w Londynie.